# Brig
Brig, anomenada Brigue en francès i Briga en italià, és una població del cantó del Valais situada al territori del municipi de Brig-Glis.
El nom del Brig prové de la llengua celta Briga i significa "fortalesa del turó" o "alçada, després castell fortificat".

## Història
Esmentat per primera vegada l'any 1215, Brig no va ser elevat al rang de ciutat fins al segle xvii. Va experimentar un desenvolupament important gràcies a Kaspar Jodok von Stockalper (1609-1691), un hàbil empresari, anomenat "el rei del Simpló".
El 25 de gener de 1913 Brig va ser el punt de partida per travessar els Alps, amb un monoplà, de Jean Bielovucic que va volar en 28 minuts fins a Domodossola.
El 24 de setembre de 1993, la ciutat va ser parcialment devastada per les inundacions, arran de la sortida del seu llit del riu Saltina.

## Personalitats
- Pierre Emmanuel Jacques de Rivaz (1745-1827), general suís dels exèrcits de la República Francesa va néixer a Brig.
- Silvan Zurbriggen, esquiador en actiu a la Copa del Món i sotcampió del món d'eslàlom
- Gianni Infantino, advocat, president de la FIFA (2016).
- Nico Hischier, jugador professional d'hoquei sobre gel dels New Jersey Devils.
- Henri Colpi, cineasta francès nascut a Brig el 15 de juliol de 1921, mort el 14 de gener de 2006 a Menton, França.
- Viola Amherd, consellera federal nascuda el 7 de juny de 1962 a Brigue-Glis.

## Llocs i monuments
- Castell de Stockalper
- Túnel de Brig a la línia del Simpló

Foto aèria històrica de Werner Friedli de 1949.